# Urjala
Urjala (schwedisch: Urdiala) ist eine Gemeinde in der Landschaft Pirkanmaa im Westen Finnlands.

## Ortschaften
Zu der Gemeinde gehören die Orte Annula, Brusila, Haaronen, Hakkila, Hakolahti, Halkivaha, Harittu, Hautaa, Honkola, Huhti, Ikaala, Järviö, Kamppari, Kankaanpää, Kehro, Kokko, Kinola, Kiimankulma, Laukeela, Matku, Mellola, Menonen, Nuutajärvi, Pappila, Perho, Puolimatka, Salmi, Taipale, Tursa, Urjalankylä, Uusi-Salmi, Vahonen, Valajärvi und Velkala.

## Gemeindepartnerschaften
Urjala unterhält folgende Partnerschaften:
- Sæby (Dänemark)
- Serpuchow (Russland), seit 1964
- Tranås (Schweden), seit 1980
- Stavern (Norwegen), seit 1985
- Narva (Estland), seit 1989

## Söhne und Töchter der Gemeinde
- Väinö Linna (1920–1992), Schriftsteller

## Bilder

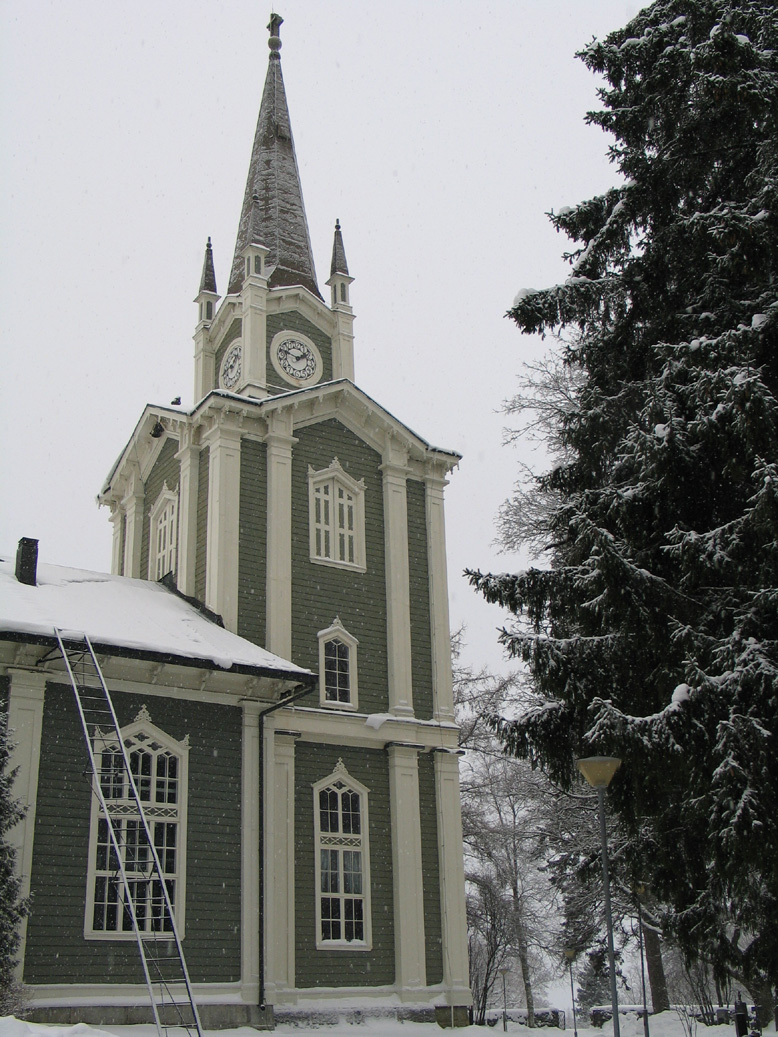
Kirche von Urjala
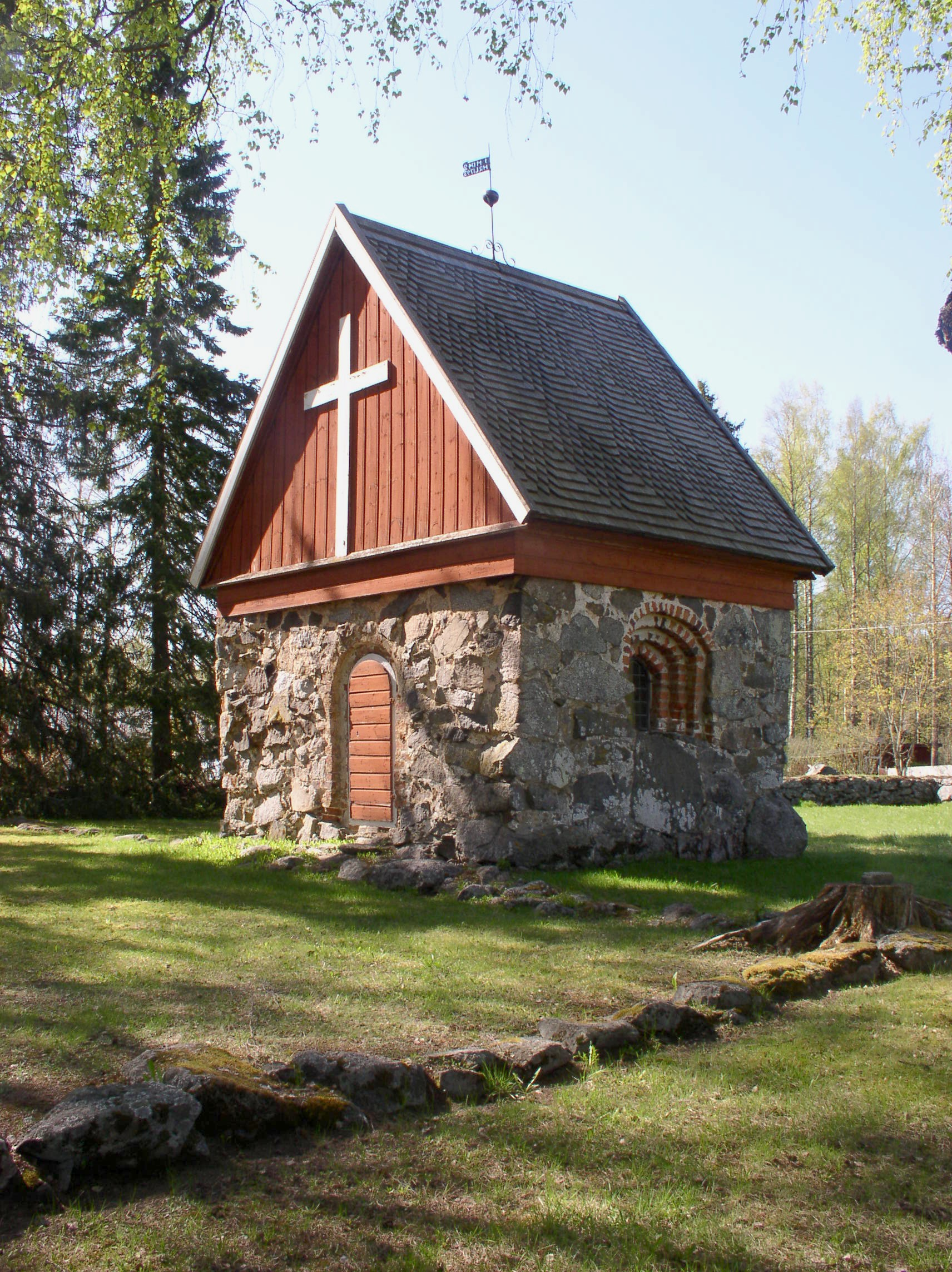
Mittelalterliche Sakristei in Urjala
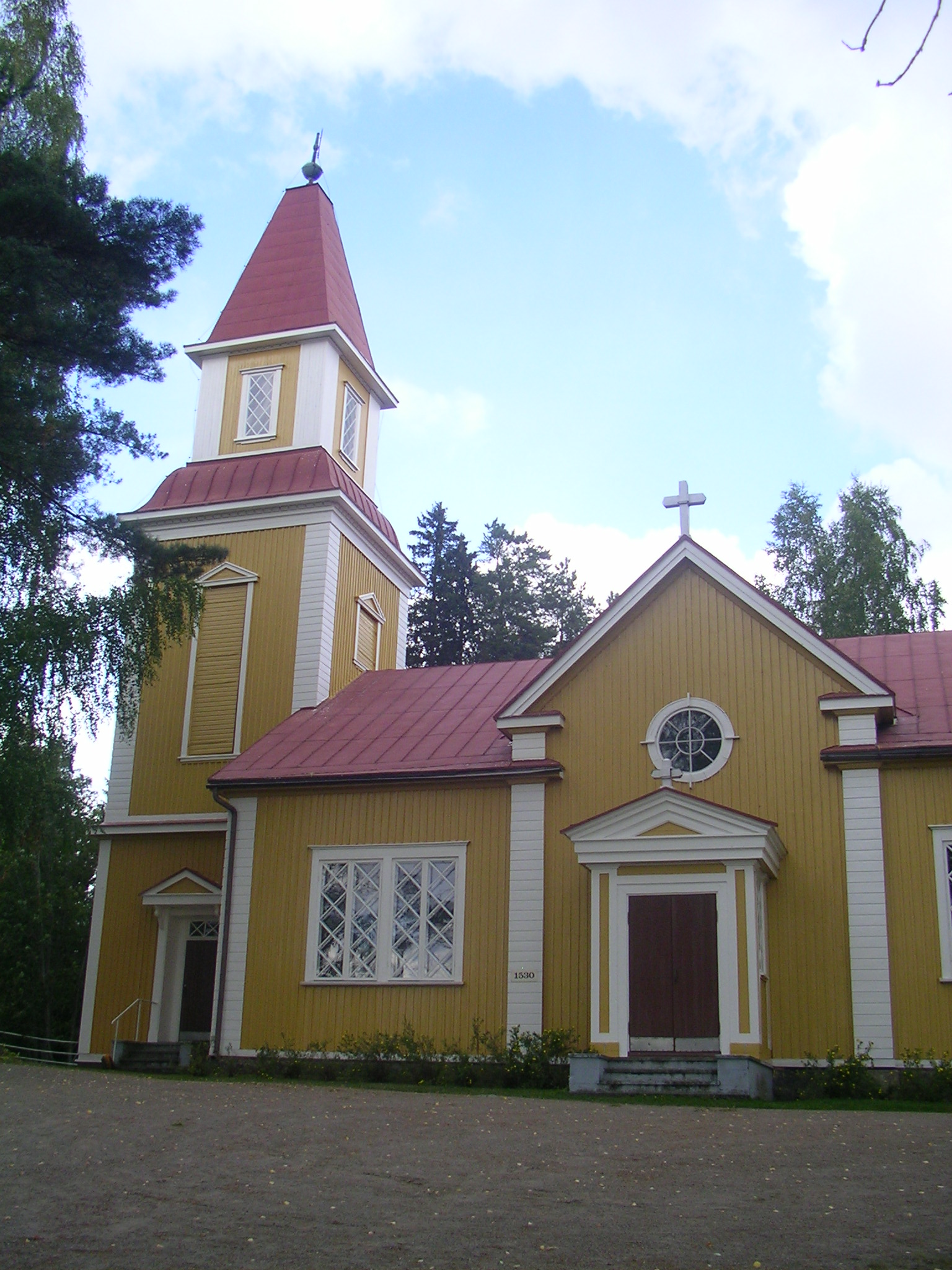
Kirche von Halkivaha
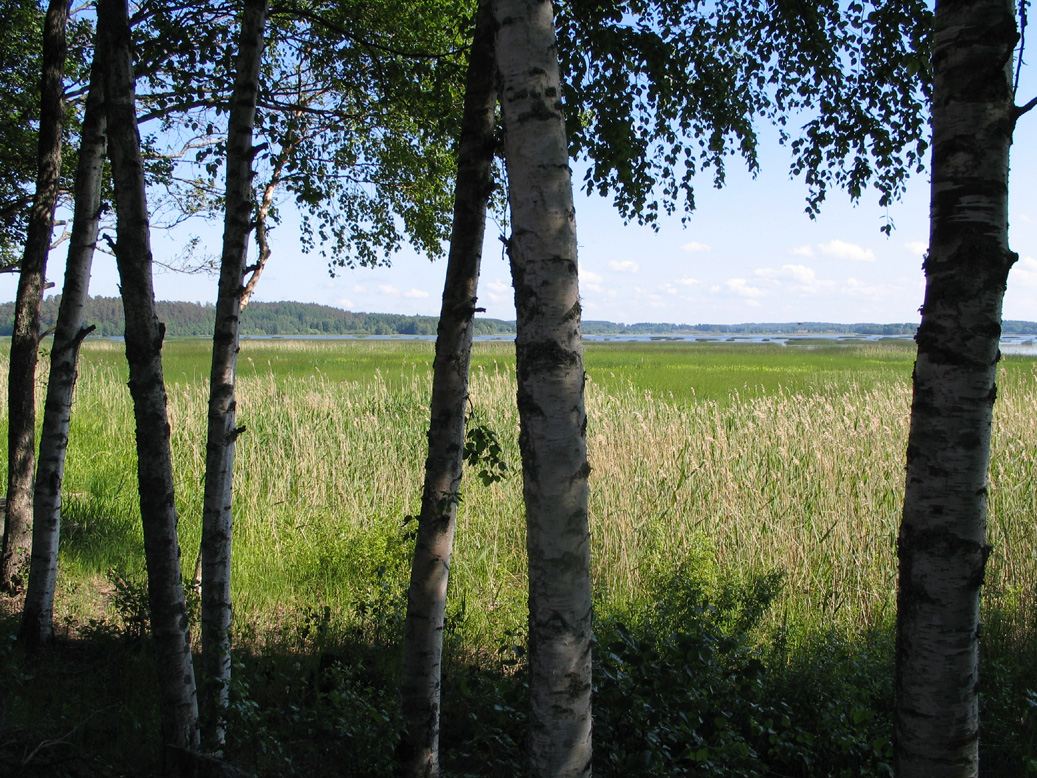
Kortejärvi-See in Urjala